# Afrikanisches Viertel

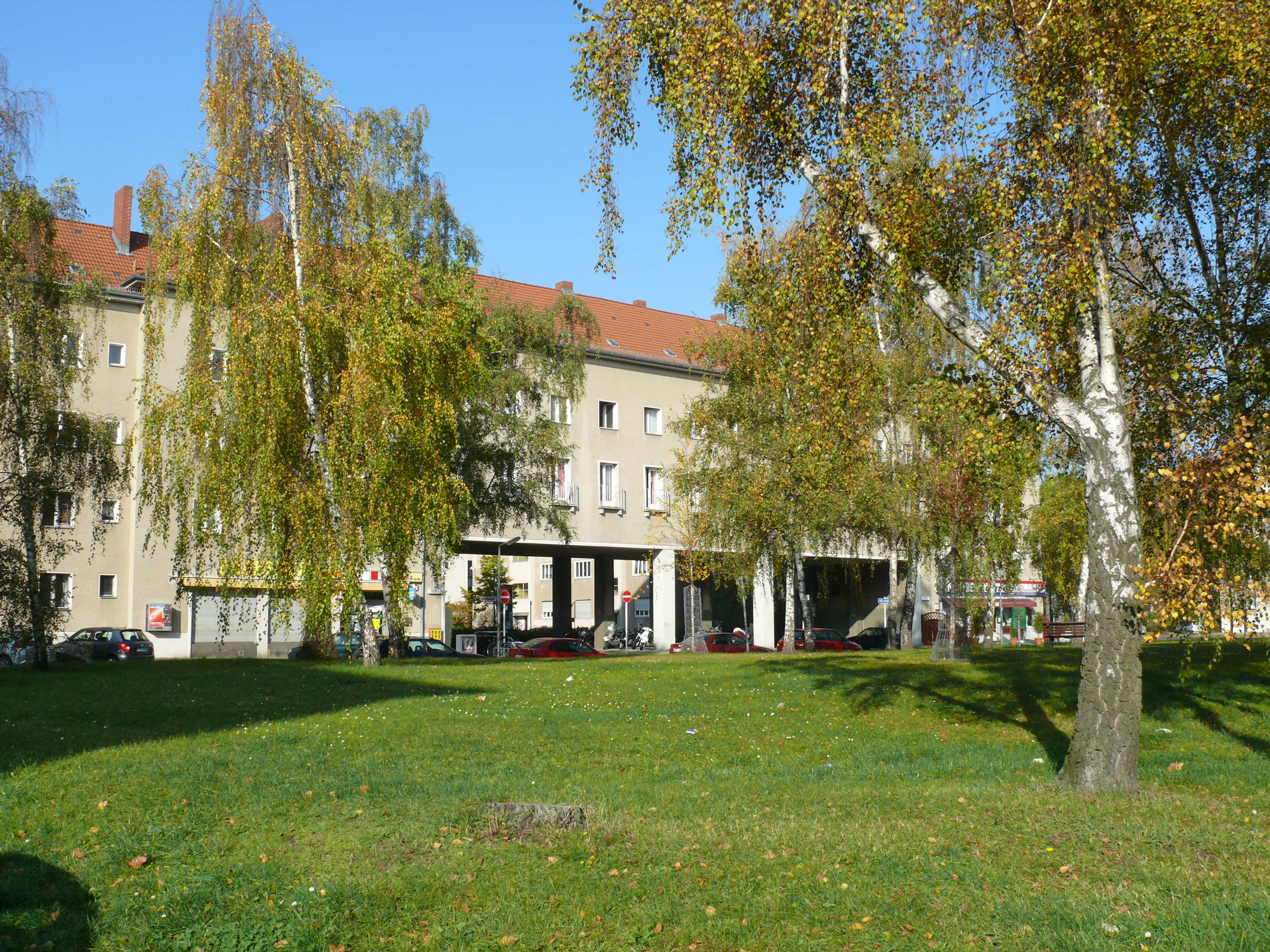
Wohnanlage am Manga-Bell-Platz

Das Afrikanische Viertel ist eine Ortslage im Berliner Ortsteil Wedding (Bezirk Mitte). Es wird durch die Müller- und Seestraße sowie den Volkspark Rehberge (mit Goethepark) und die Bezirksgrenze zum Bezirk Reinickendorf eingegrenzt. 
Folgende Straßen liegen im Viertel: Afrikanische Straße, Anna-Mungunda-Allee, Cornelius-Fredericks-Straße, Damarastraße, Dualastraße, Ghanastraße, Guineastraße, Kameruner Straße, Kongostraße, Maji-Maji-Allee, Mohasistraße, Otawistraße, Petersallee, Sambesistraße, Sansibarstraße, Senegalstraße, Swakopmunder Straße, Tangastraße, Togostraße, Transvaalstraße, Ugandastraße, Usambarastraße und Windhuker Straße sowie der Manga-Bell-Platz.

## Namensgebung

### Überblick
Carl Hagenbeck plante vor dem Ersten Weltkrieg für den heutigen Volkspark Rehberge eine – seinem Hamburger Tierpark ähnliche – Anlage, in der er unter anderem Tiere und Menschen aus den damaligen deutschen Kolonien auf dem afrikanischen Kontinent präsentieren wollte. Der Krieg verhinderte diese Pläne, aber die Straßennamen waren bereits vergeben, sodass sie bis heute existieren.
Tatsächlich sind seit den späten 1990er Jahren rund 1000 afrikanische Staatsbürger ins Viertel zugezogen (vor allem aus Ghana, Kamerun und Nigeria), sodass aktuell insgesamt rund 2500 Afrikaner offiziell in dem Quartier gemeldet sind. Hinzu kommen zahlreiche Eingebürgerte und in Deutschland geborene Kinder afrikanischer Herkunft, die nicht als solche erfasst werden.

### Kritik an Namensgebung

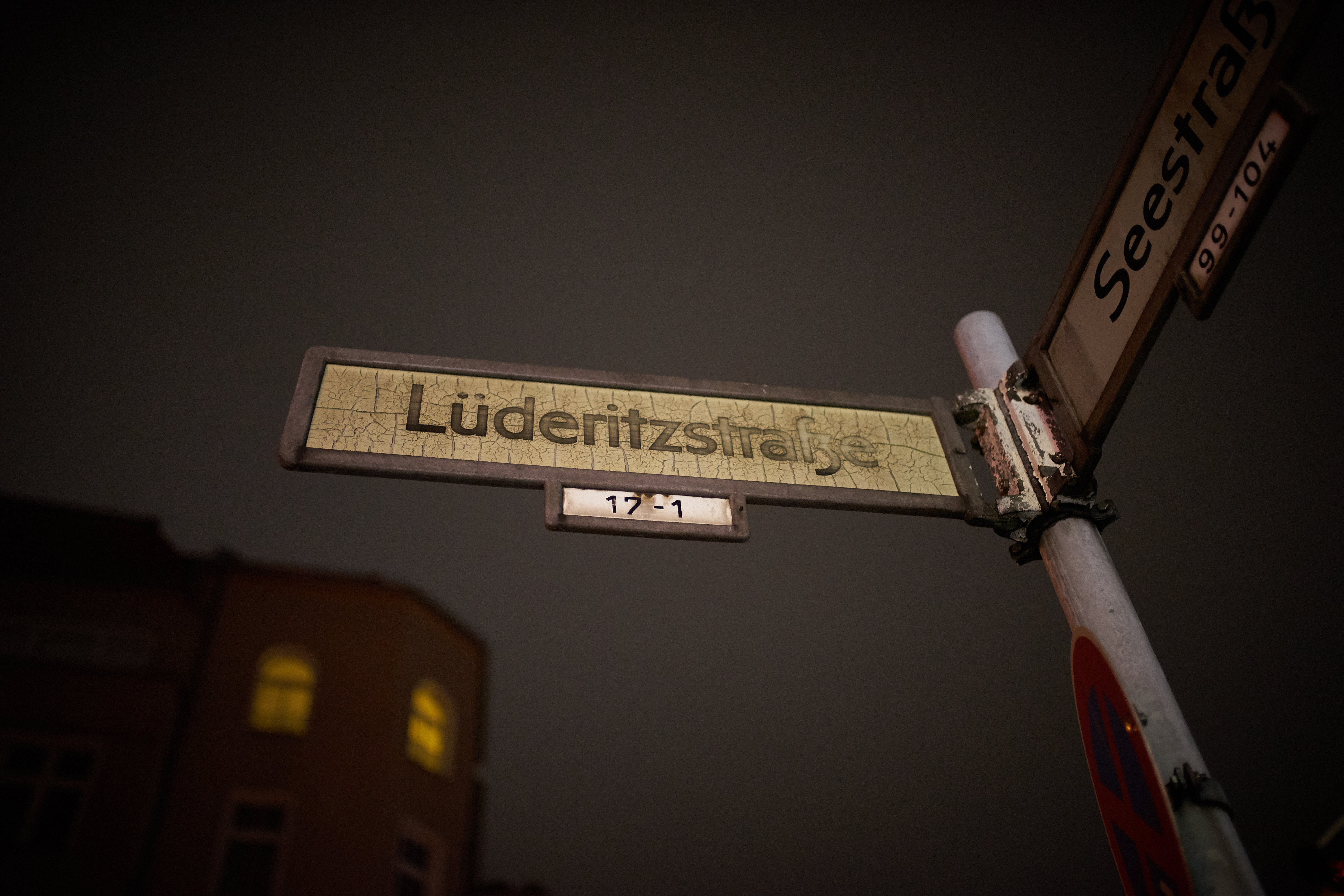
Straßenschild der nach Adolf Lüderitz benannten Lüderitzstraße

Kontroversen gab es um einige Namensgebungen im Viertel. Insbesondere die nach Akteuren des Kolonialismus benannten Straßen, wie die nach Adolf Lüderitz benannte Lüderitzstraße, die nach Carl Peters benannte Petersallee und der nach Gustav Nachtigal benannte Nachtigalplatz waren immer wieder Ziel von Initiativen zur Umbenennung. Sie wurden von Kritikern als Relikte aus der Zeit des Imperialismus und Kolonialismus als diskriminierend gegenüber Afrikanern und daher als problematisch angesehen.

### Namensänderungen
Die oben genannte Lüderitzstraße, die Petersallee und der Nachtigalplatz wurden laut einem Beschluss des zuständigen Bezirks Mitte umbenannt. Dazu ist im Jahr 2016 eine Jury unter Leitung des Grünen-Politikers Bertrand Njoume gebildet worden, die die Einwohner um Namensvorschläge gebeten hatte. Von allen eingereichten Personennamen kamen im Mai 2017 sechs in die engere Wahl: Nzinga von Matamba, Yaa Asantewaa, Martin Dibobe, die Friedensnobelpreisträgerin Wangari Maathai, Rudolf Manga Bell und Miriam Makeba. Nachdem der Vorschlag der Benennung nach Nzinga von Matamba wegen ihrer Verbindung zum Sklavenhandel und mangelnder Verbindung zur deutschen Geschichte in die Kritik geraten war, wurden die ersten Vorschläge verworfen.
Im April 2018 gab die Bezirksverordnetenversammlung die endgültige Auswahl bekannt: Die Lüderitzstraße wird nach Cornelius Fredericks benannt, einem der Anführer im Aufstand der Nama gegen die deutsche Kolonialbesatzung. Der Nachtigalplatz wird nach Emily und Rudolf Duala Manga Bell in Manga-Bell-Platz benannt, die eine zentrale Rolle im Widerstand der Duala gegen die deutsche Kolonialherrschaft spielten. Die Petersallee wird am ehemaligen Nachtigalplatz geteilt. Der nordöstliche Abschnitt Richtung Müllerstraße wird nach Anna Mungunda benannt, einer namibischen Unabhängigkeitsaktivistin. Der südwestliche Abschnitt Richtung Windhuker Straße wird Maji-Maji-Allee heißen und damit an den Maji-Maji-Aufstand erinnern. 
Die tatsächlichen Umbenennungen fanden im Spätherbst des Jahres 2022 statt mit dem öffentlichen Schilderwechsel und der Anwesenheit hochrangiger Persönlichkeiten. Am Rande der Aktionen gab es harte Widerstände der Umbenennungsgegner.

## Architektur
Im Gegensatz zu weiten Teilen des Weddings wird das Viertel durch Siedlungsbauten der 1920er und 1930er Jahre geprägt. Zu nennen sind hier vor allem die Friedrich-Ebert-Siedlung sowie die von Ludwig Mies van der Rohe errichteten vier Gebäude zwischen Sambesi- und Seestraße an der Afrikanischen Straße.